# エスパシオエンタープライズ
エスパシオエンタープライズ株式会社（英: ESPACIO Enterprise CO., LTD.）は、愛知県名古屋市中区に本社を置く、ホテル、レストランの運営を行なう企業である。興和の完全子会社。

## 概要
興和は1999年（平成11年）に名古屋観光ホテルの子会社化によりホテル事業に進出して以降、2013年（平成25年）にはナゴヤキャッスルを子会社化するなどホテル事業の強化に取り組んでいた。
2019年（令和元年）9月にはホテル事業の新たなブランドとして「エスパシオ」（ESPACIO）を制定し、第1号として米国ハワイ州に高級リゾートホテル「エスパシオ・ザ・ジュエル・オブ・ワイキキ」（ESPACIO THE JEWEL OF WAIKIKI）を現地子会社を通じて開業。既存の名古屋観光ホテルおよびホテルナゴヤキャッスルについても新ブランドのコンセプトに準じたリニューアルおよび建替えを計画するとしていた。
興和は2019年（令和元年）7月に宿泊、飲食店、宴会運営などの事業を目的にエスパシオ株式会社を設立しており、「エスパシオ」のブランド展開に向けた事業基盤の強化の一環として、2021年（令和3年）7月1日付で名古屋観光ホテルおよびナゴヤキャッスルの両社のホテル事業および料飲事業を吸収分割により承継し、同日付でエスパシオエンタープライズ株式会社に商号変更。これにより興和グループのホテル事業会社2社の事業が統合された。

## 沿革
- 2019年（令和元年）7月 - エスパシオ株式会社として設立。
- 2021年（令和3年）7月 - 株式会社名古屋観光ホテル、株式会社ナゴヤキャッスル、株式会社鳳凰のホテル事業および料飲事業を吸収分割により承継。併せて現商号に変更[1][3]。
- 2021年（令和3年）11月 - 名古屋観光ホテルの9階から11階を富裕層向けのタイムシェア専用フロアに改装し、「エスパシオ タイムシェアリング フォーアーバン」として販売開始[4]。

## 事業内容

### ホテル事業
- 名古屋観光ホテル

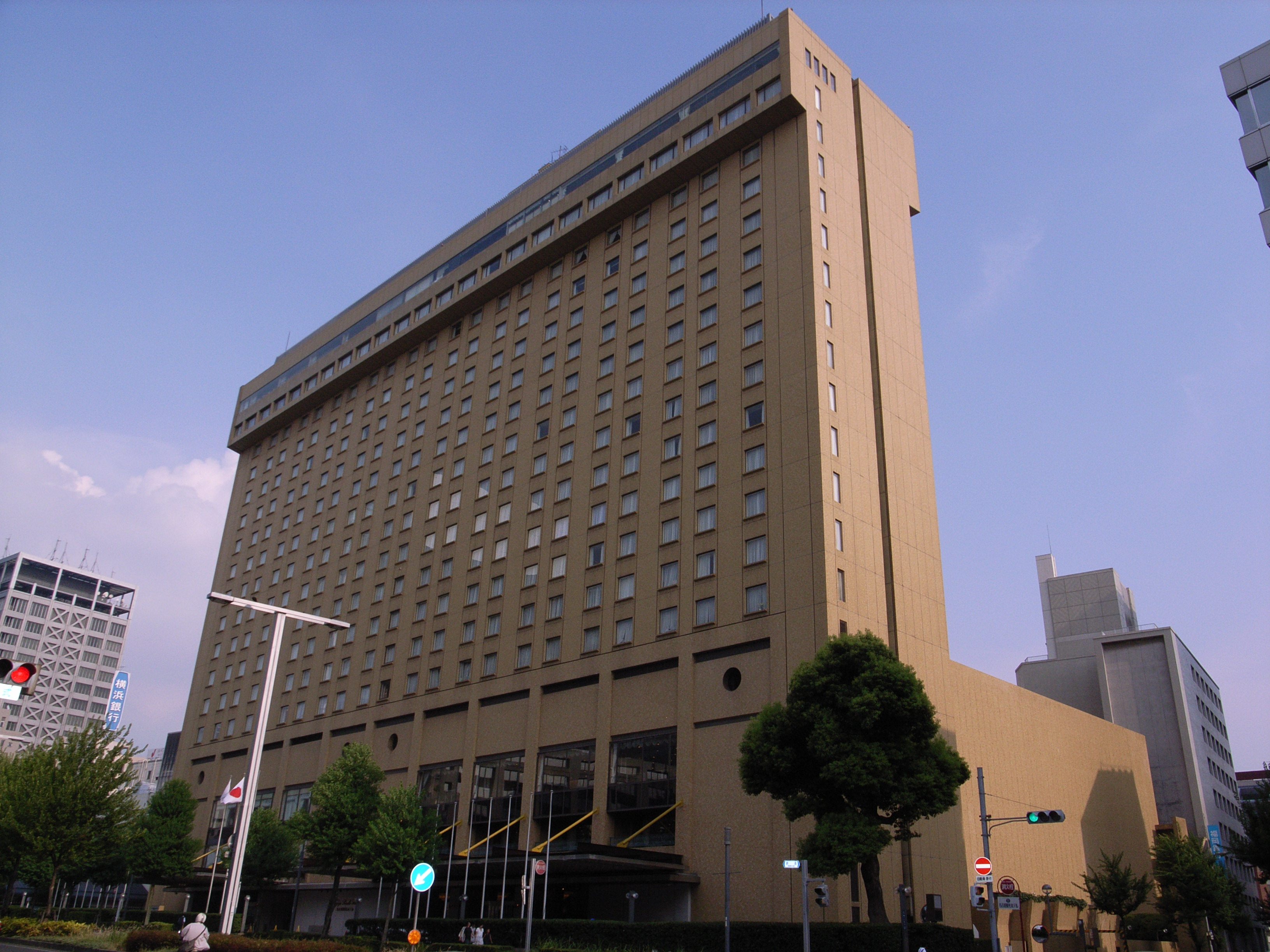
名古屋観光ホテル

- エスパシオ 箱根迎賓館 麟鳳亀龍（2024年（令和6年）7月4日開業）[5]
- （仮称）エスパシオ ナゴヤキャッスル（旧：ホテルナゴヤキャッスル・2025年（令和7年）開業予定）[6]

### レストラン事業
- ダイニング＆バー ブルーエッジ（名古屋市中村区・ミッドランドスクエア41階）
- レストラン キルン（名古屋市西区・ノリタケの森内）
- ベーカリー・カフェ＆ダイニング アンドトレッセ（稲沢市・豊田合成記念体育館内）
- カジュアルフレンチ ウインザー（刈谷市・ディースクエア（デンソー福利厚生施設）内）
- 若宮の杜 迎賓館（名古屋市中区・若宮八幡社内）
- 南山カントリークラブ食堂（豊田市）
- 名商グリル（名古屋市中区・名古屋商工会議所内）